# رامز المصري
رامز المصري (ولد في 20 تشرين الأول / أكتوبر 1950 في الجيزة، مصر - توفي 14 مايو 2022) هو عالم حاسوب وباحث شهير في مجال نظم قواعد البيانات. وهو أيضا أستاذ ورئيس مشارك في قسم علوم الكمبيوتر والهندسة في جامعة تكساس في أرلينغتون، أرلينغتون، تكساس.
ألّف المصري كتاب: «أساسيات نظم قواعد البيانات» (مع شامكانت نافاث، الذي نشرته بيرسون، الطبعة 7، 2015). يعد كتابه من أكثر الكتب ريادة في مجال نظم قواعد البيانات في العالم منذ 25 عاما. الطبعة الحالية للكتاب هي الطبعة السابعة، ترجم الكتاب إلى الأسبانية، والألمانية، والفرنسية، والإيطالية، والبرتغالية، والصينية، والكورية، واليونانية، والبشكنشية (اللغة الباسكية) واللغة العربية. كتابه معتمد في الهند، وأوروبا، وجنوب أفريقيا، وأستراليا وجنوب شرق آسيا وهو أيضا على نطاق واسع في الولايات المتحدة وكندا وأمريكا الجنوبية. يعمل المصري في جامعة تكساس في أرلينغتون منذ عام 1990 وقد أشرف على 16 دكتوراه وأكثر من 200 أطروحة ومشروع ماجستير.

## التعليم
حصل المصري على درجة البكالوريوس في الهندسة الكهربائية (حاسبات وتحكم آلي) من جامعة الإسكندرية، الإسكندرية، مصر في عام 1972 وحصل على الماجستير والدكتوراة في علوم الحاسوب من جامعة ستانفورد في ستانفورد، كاليفورنيا، في عام 1980. عنوان أطروحته: «على تصميم ودمج نماذج البيانات», وكانت من أول أعمال البحث في: «دمج المخططات» (Schema Integration)، و «لغات الاستعلام في النماذج المبنية على العلاقة بين الكينونات» (Query Languages for Entity-Relationship Models). كما بحث في كيفية إضافة القيود الهيكلية إلى نموذج علائقي، من خلال اقتراح «النموذج الهيكلي». العديد من هذه القيود هي الآن جزء من معايير SQL. أشرف على البحث مشرف الأستاذ جيو Wiederhold.

## المسار المهني
عُيّن المصري عضوا في هيئة التدريس في IFRICS (معهد التدريب في علوم الحاسوب، جامعة كلاركسون، بوتسدام, نيويورك، حيث كان يدرس مساق نظم قواعد البيانات في المعهد من عام 1984 إلى عام 1985. كما كان زميل أبحاث في مركز Rome Air Development،  في مختبر روما، نيويورك، في عام 1987. في المختبر، أجرى المصري أبحاثاً حول دمج قواعد البيانات في أنظمة الوقت الحقيقي الموزّعة. كما عمل كمستشار في بيل لأبحاث الاتصالات (الآن Telcordia Technologies) في بيسكاتاواي، نيو جيرسي، في عام 1989, حيث أجرى البحث على نماذج البيانات، لغات الاستعلام وتقنيات الفهرسة قواعد البيانات الزمانية. في عام 1990 أجرى أبحاثا على تعزيز قدرات البناء الدوري للبيانات. وكان أيضا أستاذا زائرا في جامعة زيوريخ، زوريخ، سويسرا، حيث أجرى بحثاً حول قواعد البيانات كائنية التوجه في عام 1991. تم تعيينه عضواً في هيئة التدريس معهد الأتمتة والروبوتات (ARRI)، في جامعة تكساس في أرلينغتون، فورت وورث، تكساس. أبحاثه هناك تركزت على دمج النظم والبرمجيات كائنية التوجة، البرمجيات المتزامنة والتصنيع الرشيق. عمل كمدير أبحاث في شركة Honeywell International, Inc، حيث كان يعمل على تصميم وتنفيذ DDTS (نظام قاعدة البيانات الموزعة التجريبية) من عام 1980 إلى عام 1982. من 1982 إلى 1990 كان عضو هيئة التدريس في جامعة هيوستنو هيوستن، تكساس. منذ عام 1990 كان عضو هيئة التدريس في جامعة تكساس في أرلينغتون، أرلينغتون، تكساس، حيث كان معاون رئيس قسم علوم الحاسوب والهندسة منذ عام 2011. منذ عام 2003 يعمل  كمستشار في مكاتب محاماة، في مجال تحليل وفحص انتهاكات براءات الاختراع والتعدي على حقوق التأليف والنشر.

## المؤلفات
كتب وفصول كتبها بواسطة المصري:
- Fundamentals of Database Systems, «الطبعة السابعة»، مع S. Navathe, Addison-Wesley بيرسون، 2015.
- Fundamentals of Database Systems, «الطبعة السادسة»، مع S. Navathe, Addison-Wesley بيرسون، 2011.
- SEEC: محرك بحث مزدوج للموظفين والعملاء (فصل في كتاب)
- أنظمة التشغيل: توجه لولبي ، مع A. G. كاريك ود. ليفين، McGraw-Hill, 2009.
- Fundamentals of Database Systems, «الطبعة الخامسة»، مع S. Navathe, Addison-Wesley, 2007.
- نمذجة البيانات الطبية الحيوية، مع اف جي وجي Fuuu، الفصل 3 في Data Modeling for Bilogical Applications, A. سيدهو جي تشن (المحررين),  Artech House Publishing, 2007.
- Fundamentals of Database Systems, «الطبعة الرابعة» مع S. Navathe, Addison-Wesley, 2003.
- Ontology Extraction and Conceptual Modeling for Web Information, مع H. هان، الفصل التاسع في Information Modeling for Internet Applications, P. فان بوميل (محرر)، Idea Group Publishing ، 2003.
- Fundamentals of Database Systems, «الطبعة الثالثة»، مع S. Navathe, Addison-Wesley, 2000.
- Fundamentals of Database Systems, «الإصدار الثاني» مع S. Navathe, Addison-Wesley, 1994.
- Fundamentals of Database Systems ، مع S. Navathe بنيامين/كامينغز Publishiing Co. 1989.

## الأوسمة والجوائز وبراءات الاختراع
1. Fulbright Specialist، كانون الثاني / يناير 2011 إلى الوقت الحاضر.
2. UTA College of Engineering Faculty Development Leave، خريف عام 2002.
3. جائزة التميز في التدريس على اسم Robert Q. Lee, كلية الهندسة، جامعة تكساس في أرلينغتون، شباط / فبراير 1999.
4. The Time Index Access Structure for Temporal Databases Having Concurrent Multiple Versions, US Patent 5,440,730 with G. Wuu Bellcore, 1995[4]